# San Francisco Symphony Orchestra
Het San Francisco Symphony Orchestra is opgericht in 1911. Het orkest verzorgt regelmatig premières van werken van John Adams, ooit huiscomponist van dit orkest.
In 1999 had het orkest commercieel succes met het livealbum S&M, waarop samen met metalband Metallica symfonische versies van nummers van Metallica uitgevoerd werden.
Chef-dirigenten waren onder anderen:
- Pierre Monteux (1935-1952)
- Josef Krips (1963-1970)
- Seiji Ozawa (1970-1976)
- Edo de Waart (1977-1985)
- Herbert Blomstedt (1985-1995).

Sinds 1995 is Michael Tilson Thomas de musical director.

## Discografie

### Albums
| Album met eventuele hitnotering(en) in de Nederlandse Album Top 100 | Datum van verschijnen | Datum van binnenkomst | Hoogste positie | Aantal weken | Opmerkingen                               |
| ------------------------------------------------------------------- | --------------------- | --------------------- | --------------- | ------------ | ----------------------------------------- |
| S&M                                                                 | 23-11-1999            | 27-11-1999            | 2               | 43           | met Metallica & Michael Kamen / Livealbum |

| Album met hitnotering(en) in de Vlaamse Ultratop 200 albums | Datum van verschijnen | Datum van binnenkomst | Hoogste positie | Aantal weken | Opmerkingen                               |
| ----------------------------------------------------------- | --------------------- | --------------------- | --------------- | ------------ | ----------------------------------------- |
| S&M                                                         | 1999                  | 04-12-1999            | 4               | 29           | met Metallica & Michael Kamen / Livealbum |

### Singles
| Single met eventuele hitnotering(en) in de Nederlandse Top 40 | Datum van verschijnen | Datum van binnenkomst | Hoogste positie | Aantal weken | Opmerkingen                                                 |
| ------------------------------------------------------------- | --------------------- | --------------------- | --------------- | ------------ | ----------------------------------------------------------- |
| Nothing else matters (Live)                                   | 1999                  | 18-12-1999            | 5               | 20           | met Metallica & Michael Kamen / Nr. 3 in de Single Top 100  |
| No leaf clover                                                | 2000                  | 22-04-2000            | tip2            | -            | met Metallica & Michael Kamen / Nr. 41 in de Single Top 100 |

| Single met hitnotering(en) in de Vlaamse Ultratop 50 | Datum van verschijnen | Datum van binnenkomst | Hoogste positie | Aantal weken | Opmerkingen                   |
| ---------------------------------------------------- | --------------------- | --------------------- | --------------- | ------------ | ----------------------------- |
| Nothing else matters (Live)                          | 1999                  | 08-01-2000            | 1(3wk)          | 22           | met Metallica & Michael Kamen |

### Dvd's
| Dvd met hitnotering(en) in de Nederlandse DVD Music Top 30 | Datum van verschijnen | Datum van binnenkomst | Hoogste positie | Aantal weken | Opmerkingen                   |
| ---------------------------------------------------------- | --------------------- | --------------------- | --------------- | ------------ | ----------------------------- |
| S&M                                                        | 2000                  | 12-02-2000            | 2               | 2            | met Metallica & Michael Kamen |